# Kotobank
Kotobank (コトバンク?, kotobanku) è un sito giapponese che riunisce voci di enciclopedie, dizionari e glossari. Viene gestito congiuntamente da aziende giapponesi operanti nel campo del digital marketing e dei servizi internet.

## Storia
Il sito web, gratuito e finanziato dalla pubblicità, è stato lanciato il 23 aprile 2009 dal quotidiano Asahi Shinbun in collaborazione con EC Navi e le case editrici Kōdansha e Shōgakukan , come espansione del servizio ""Minna no Chiezō". Al momento del lancio, il presidente e CEO di EC Navi dichiarò che si prevedevano entrate per 100 milioni di yen nell'anno 2009.
Nel luglio 2010 è stata rilasciata una versione del sito ottimizzata per smartphone. Nel dicembre 2013, Asahi Shinbun, Voyage Group e Yahoo! JAPAN hanno stipulato una partnership per potenziare Yahoo!辞書, lett. "Yahoo! Dictionary". 
ll 12 maggio 2022, Shōgakukan ha annunciato che una società del suo gruppo, C-POT, la joint venture fra Shōgakukan e Voyage Group, ha stipulato un accordo di partnership con Digitalio, una sussidiaria di Carta Holdings. Grazie all'accordo, la gestione di Kotobank viene affidata a un sistema di gestione congiunta tra le due aziende, mirando a una sinergia tra Kotobank e il sistema di editing "CES". 

## Contenuto
Al momento del lancio nel 2009, Kotobank elencava 44 dizionari, aumentati a 99 nel marzo 2011 e a 119 nel dicembre 2013, per un totale di 1,45 milioni di voci. Ad aprile 2022, è arrivato a includere circa 2,74 milioni di parole provenienti da 140 dizionari ed enciclopedie, offrendo contenuti gratuiti in 10 lingue.
Il sito include il dizionario Shōgakukan italiano-giapponese seconda edizione pubblicato per la prima volta nel 1983 (伊和中辞典 2版) e il dizionario Shōgakukan giapponese-italiano seconda edizione (小学館 和伊中辞典 2版).